# Balma – Gramont (métro de Toulouse)
Balma - Gramont est la station terminus de la ligne A du métro de Toulouse. Elle est située à cheval sur les communes de Balma et Toulouse.

## Situation ferroviaire

Plan du métro de Toulouse

Établie en souterrain, la station terminus nord-est Balma-Gramont est située sur ligne A du métro de Toulouse, avant la station Argoulets, en direction de la station terminus sud-ouest Basso Cambo.

## Histoire
La station Balma-Gramont a ouvert le 20 décembre 2003, après des travaux débutés en 2001, alors que la ligne A avait ouvert en 1993. Elle n'est donc devenue le terminus de la ligne A du métro de Toulouse qu'en 2003. Auparavant, le terminus de la ligne était la station Jolimont.
En 2013, la station a connu plus de 4,6 millions de validations, ce qui en fait la cinquième station de la ligne A la plus fréquentée. De plus, en 2016, la station enregistra 4 682 562 validations, ce qui en fait toujours la cinquième station la plus fréquentée, devant Esquirol et derrière Capitole. Elle représentait alors 8 % du trafic de la ligne.
La station a connu des travaux entre 2017 et 2019 dans le cadre du projet de doublement de la longueur des rames de la ligne A du métro toulousain, passant de 26 à 52 mètres. Ces travaux se sont réduits à l'aménagement des quais déjà existants, ceux-ci n'étant pas encore exploités.

## Services aux voyageurs

### Accès et accueil
Il s’agit de la seule station de métro de la ligne A implantée hors de Toulouse. Elle se situe en effet sur la commune de Balma, ville de la banlieue est, près d'un rond-point où se rencontrent les routes d'Agde et de Lavaur, la rue Saint-Jean et le chemin de Gabardie. Elle n'est cependant située qu'à quelques dizaines de mètres du territoire de la ville de Toulouse et ne dessert donc pas le centre-ville de Balma.
La station est accessible par deux entrées : l'une au niveau de la gare bus, du côté de la rue Saint-Jean, et l'autre du côté du centre commercial. Ces deux entrées totalisent deux ascenseurs, deux escaliers et deux escalators. La station est équipée de guichets automatiques pour acheter les titres de transports, et aussi de quais latéraux à douze portes lui permettant de recevoir des rames de 52 m à quatre voitures.

Accès
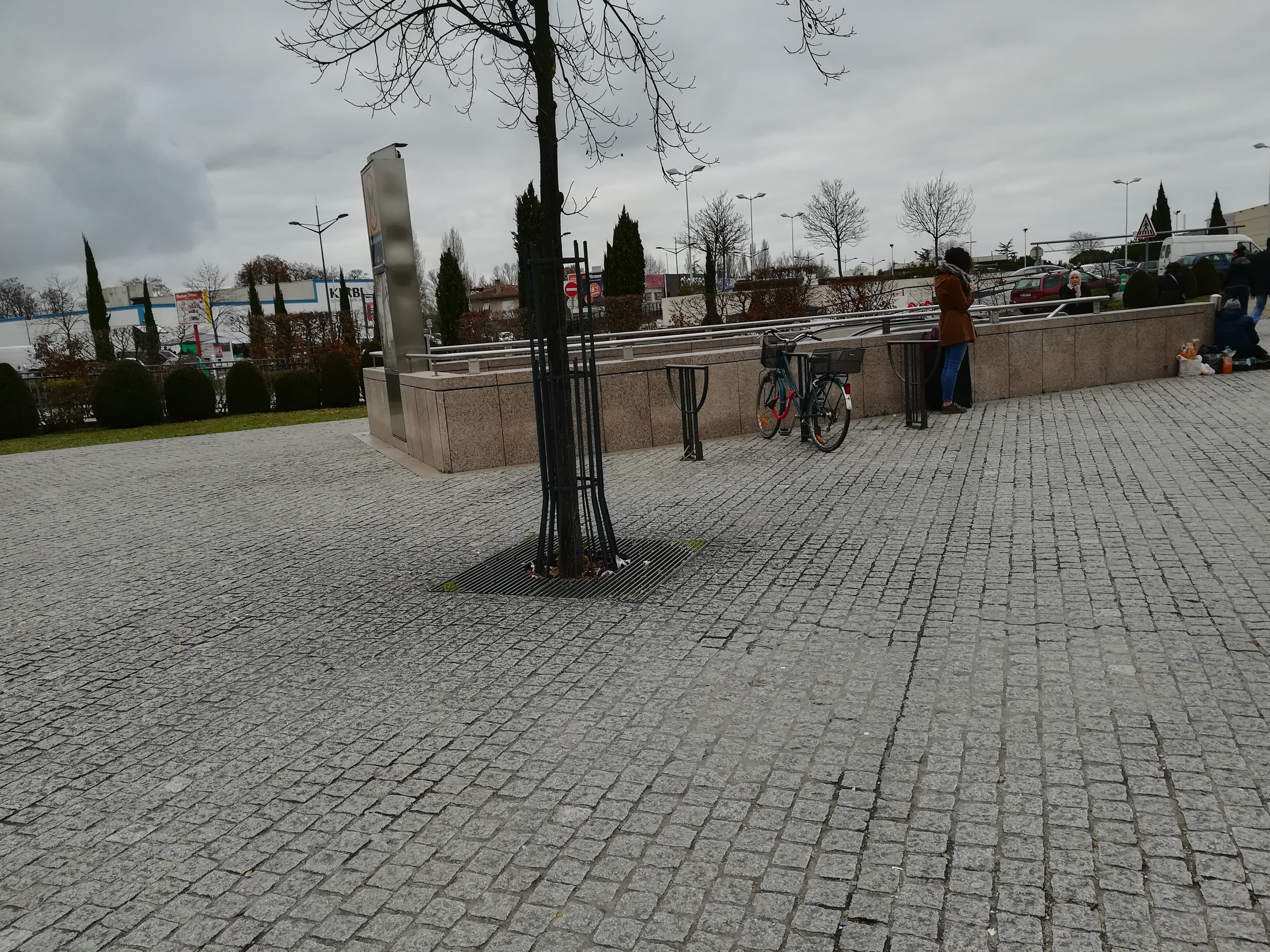
Bouche d'accès.
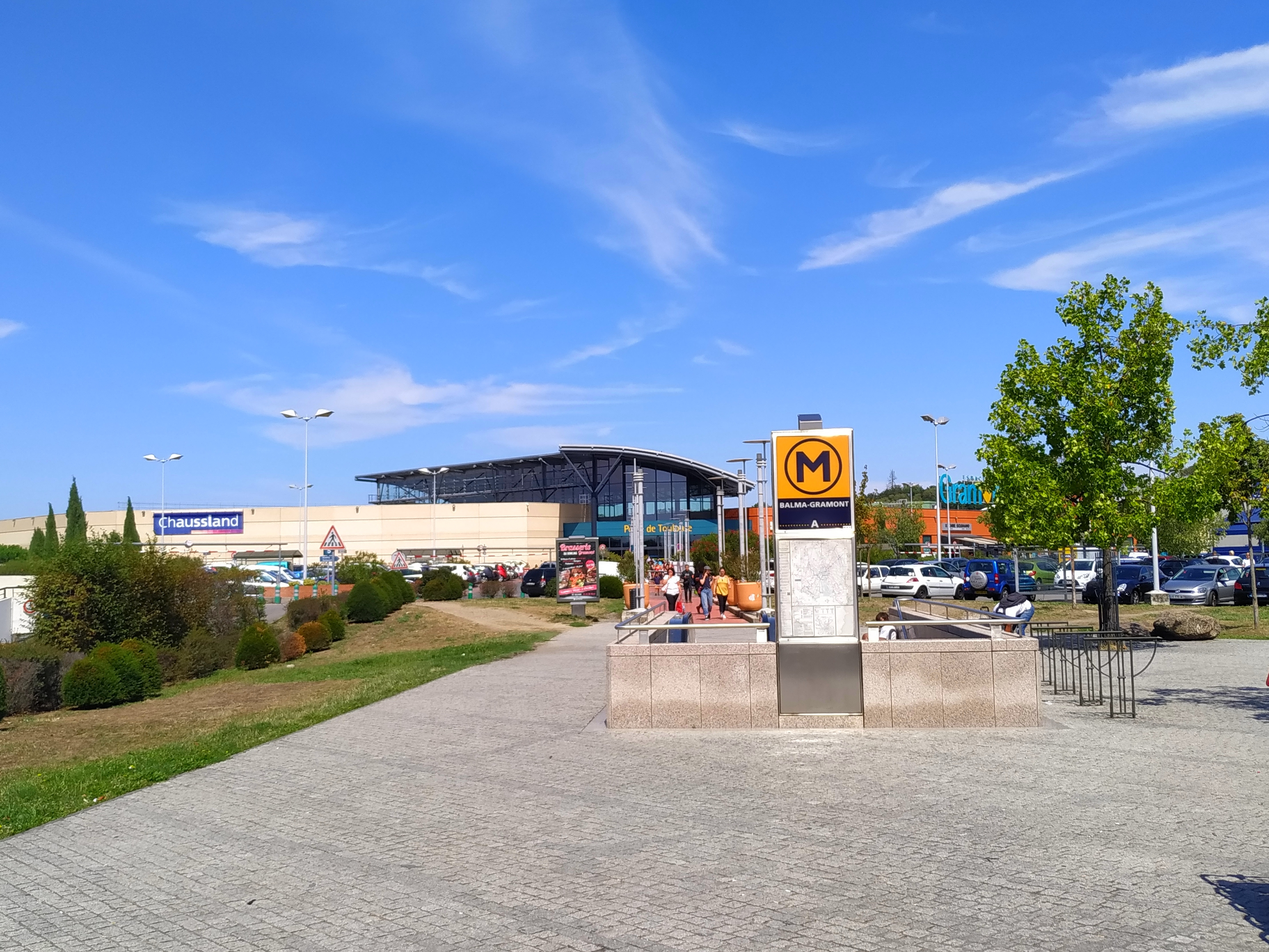
Entrée centre commercial.
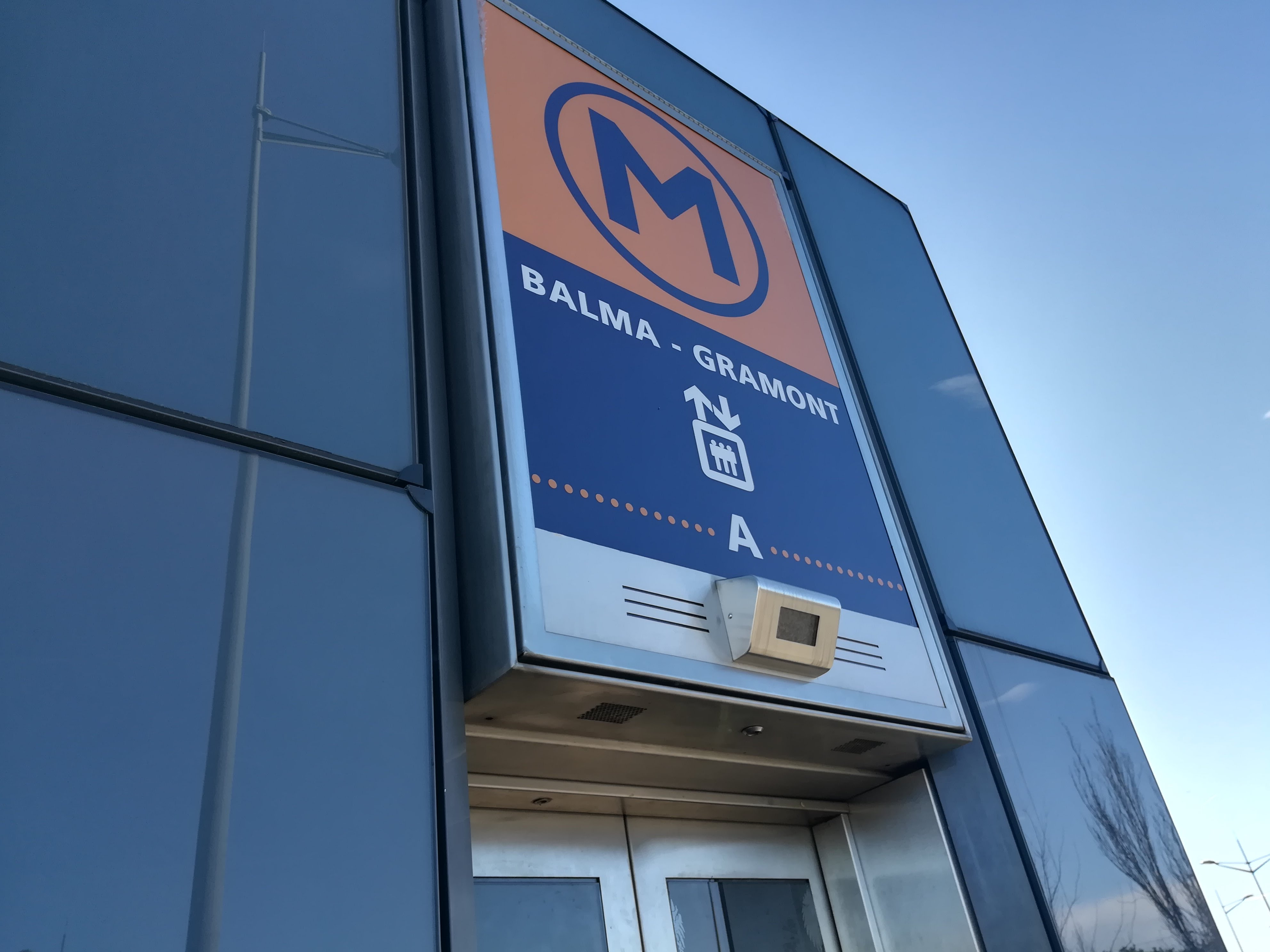
Ascenseur d'accès.

### Desserte
Balma – Gramont est desservie de 5h15, à minuit du dimanche au jeudi et à 3h le vendredi et samedi.

### Intermodalité
Du fait de sa position, proche du périphérique et des grands axes menant au reste de l'agglomération et du département, la station constitue un pôle d'échanges, permettant de rejoindre le centre-ville de Toulouse en métro depuis le nord-est de l'agglomération, voire de la Haute-Garonne et du département limitrophe du Tarn. Les lignes de bus du réseau Tisséo et d'autocars du réseau liO de la région Occitanie permettent en effet de rejoindre les communes environnantes du nord-est de Toulouse, jusqu'à Bessières, Lavaur ou encore Graulhet. 
Dans le détail, elle est desservie par les lignes 20, 51, 68, 72, 83, 84, 101, 102, 103 et 106 du réseau Tisséo, par la ligne express Hop!304 et les lignes 353, 376, 381 et 756 du réseau liO. 
La station dispose du premier parc relais du réseau de transports en commun de Toulouse, avec 1462 places.

## L'art dans la station
L'œuvre d'art associée à la station est un jardin circulaire placé au sein d'un grand rond-point, sous le niveau du sol. Il est visible depuis le hall de la station grâce à de grandes baies vitrées. Cette œuvre a été réalisée par Jean-Michel Othoniel.

œuvre de Jean-Michel Othoniel
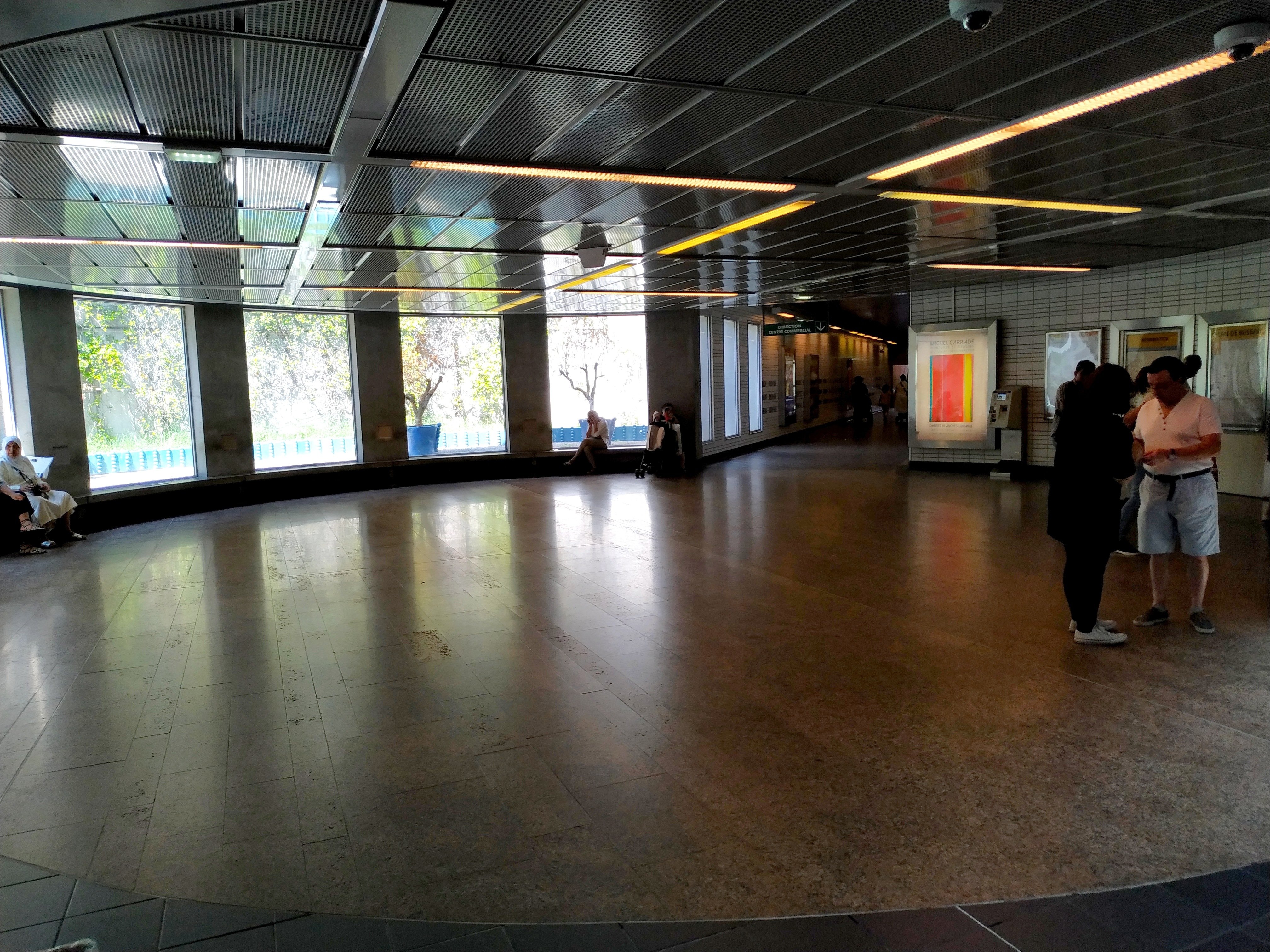
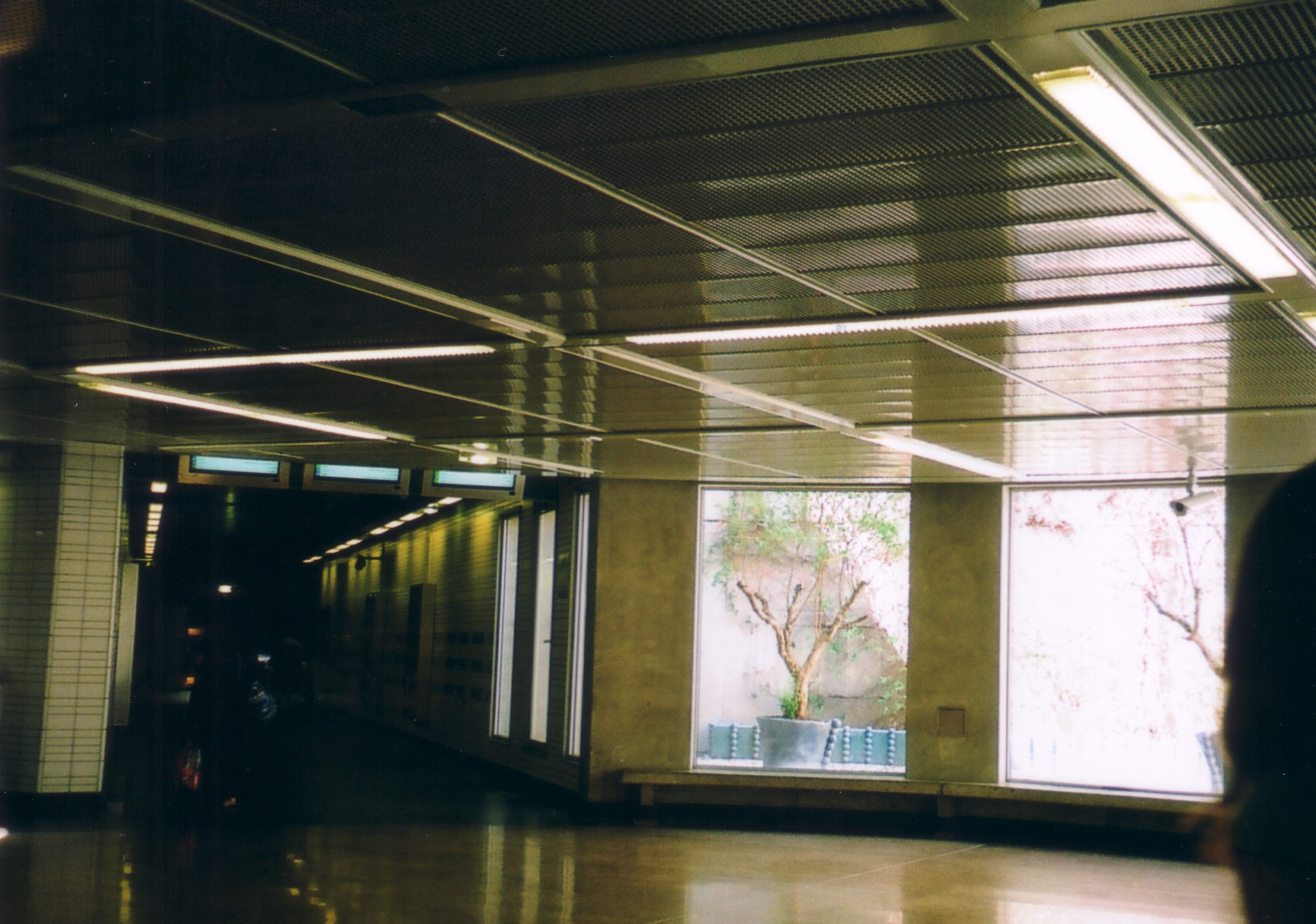

## À proximité
- Centre commercial Auchan - Toulouse-Nord - Gramont
- Zones d'activité Prat-Gimont et Vidailhan (située sur les communes de Toulouse et Balma)
- Périphérique de Toulouse, sortie 15 (La Roseraie)